# Mandeville (Adelsgeschlecht)
Mandeville war eine der wichtigsten Familien in den Jahrzehnten des anglonormannischen England. Es stammt aus dem normannischen Ort (Thil-)Manneville (Magnavilla, Mannevilla).
Nachdem Geoffrey de Mandeville bereits mit großen Ländereien vor allem in Essex belehnt worden war, die sein Sohn William de Mandeville teilweise wieder verlor, wurde sein Enkel Geoffrey de Mandeville († September 1144) nicht nur wieder restituiert, sondern sogar zum Earl of Essex ernannt. Mit William de Mandeville, 3. Earl of Essex starb die Familie 1189 in männlicher Linie aus.

## Stammliste
1. Geoffrey de Mandeville, † um 1100, Konstabler des Tower of London; ⚭ I Athelaise (Adeliza); ⚭ II Lescelina
  1. William de Mandeville († 1105/1116); ⚭ ? Margaret, Tochter von Eudo Dapifer und Rohese de Clare
    1. Geoffrey de Mandeville, 1. Earl of Essex († September 1144); ⚭ Rohese de Vere, Tochter von Aubrey II. de Vere
      1. Geoffrey de Mandeville, 2. Earl of Essex († 1166); ⚭ Eustachie Gouët († vor 1164), Tochter von Guillaume Gouët III. Le Jeune (Gouët (Familie)) und Mabile, einer unehelichen Tochter von König Heinrich I. von England (Haus Plantagenet) mit Sibyl Corbet
      2. William de Mandeville, 3. Earl of Essex († 1189); ⚭ Hawise, 2. Countess of Albemarle
      3. Robert († vor 1189)
      4. (unehelich) Ernulf

  2. Beatrix († 1144), ⚭ I Geoffroi de Boulogne, Lord of Carshalton, 1100 um Heiligen Land (Haus Boulogne)